# ルイシャルト・ボレスワフスキ
ルイシャルト・ボレスワフスキ（Ryszard Bolesławski, 1889年2月4日 - 1937年1月17日）は、ロシア帝国領ポーランド出身のアメリカ合衆国の映画監督、俳優、演技教師である。本名ボレスワフ・ルイシャルト・スシェドニツキ（Bolesław Ryszard Srzednicki）、リチャード・ボレスラウスキー（Richard Boleslawski）の名で知られる。

## 人物・来歴
1889年（明治22年）2月4日、当時ロシア帝国、現在ポーランドのプウォツクに近いデンボワ・グーラに生まれる。トヴェリの騎兵将校学校を卒業する。その後、モスクワ芸術座で演技を学び、同劇団のメンバーとなり、その第一スタジオの演出家となる。
第一次世界大戦中、ボレスワフスキは帝政ロシア側の騎兵中尉として、同帝国の崩壊まで戦った。1917年（大正6年）のロシア革命後に同国を離れて、母国ポーランドに移り、初めて映画を監督する。出生名ボレスワフ・ルイシャルト・スシェドニツキはポーランド人にとってすら発音が難しく、「ルイシャルト・ボレスワフスキ」と名乗った。監督作 Cud nad Wisłą （「ヴィスワ川の奇跡」の意）は、1919年（大正8年） - 1921年（大正10年）のポーランド・ソビエト戦争におけるソビエト軍の強大さに打ち勝ったワルシャワの戦いの通称をタイトルにし、ワルシャワを貫通するヴィスワ川におけるポーランド軍の奇蹟的勝利を描いた作品である。
ボレスワフスキは少なくとも3度結婚し、最後の妻ノーマとの間に長男ジャンをもうけている。
1922年（大正11年）、ボレスワフスキは、デンマークのカール・テオドア・ドライヤーが監督したドイツ映画『不運な人々』に出演している。1920年代にアメリカ合衆国のニューヨークに渡り、同地で「リチャード」（Richard, Ryszardの英語綴り）として知られるようになり、移民仲間のマリア・オースペンスカヤとともに、のちにメソッド演技法として知られる演技法を教授し始める。1923年（大正12年）、ニューヨークに「アメリカン・ラボラトリー・ステージ・シアター」を設立する。ボレスワフスキの当時の教え子には、リー・ストラスバーグ、ステラ・アドラー、ハロルド・クルーマンらがおり、彼らは、のちにグループ・シアターの創立メンバーとなり、スタニスラフスキー理論を実践し集団演技をした最初のアメリカ人である。
1930年代に入るとハリウッド映画の監督をオファーされ、当時のメジャー・スターをキャスティングした重要な作品を監督し、この仕事はその死の直前まで続けた。
1937年（昭和12年）1月17日、カリフォルニア州ロサンゼルス市ハリウッドで死去した。満47歳没。同州イーストロサンゼルスにあるカルヴァリー墓地に眠る。『真珠と未亡人』は没後に完成し、遺作となった。
1936年（昭和11年）に監督し、公開された『花嫁凱旋』が没後の1937年8月に開かれた第5回ヴェネツィア国際映画祭でムッソリーニ杯にノミネートされた。映画産業への貢献によりハリウッド・ウォーク・オブ・フェームの星をハリウッド大通り7021番地に刻む。

## フィルモグラフィ
特筆以外はすべて監督である。
ロシア時代
- Три встречи : 1915年
- Ты еще не умеешь любить :
- Семья Поленовых :
- Не разум :
- а страсть правят миром :
- Домик на Волге :

ポーランド時代
- Chleb : 1918年
- Bohaterstwo Polskiego Skauta : 1920年
- Cud nad Wisłą : 1921年
- 『不運な人々』 Die Gezeichneten : 監督カール・テオドア・ドライヤー、1922年 - 出演

アメリカ合衆国時代
以下「リチャード・ボレスラウスキー」名義。
- 『クィーン・ケリー』 Queen Kelly : 監督エリッヒ・フォン・シュトロハイム、主演グロリア・スワンソン、1929年 - 演出（ノンクレジット）
- The Grand Parade : 監督フレッド・C・ニューメイヤー、1930年 - コレオグラフィ
- Treasure Girl : 1930年 - 短篇映画
- The Last of the Lone Wolf : 主演バート・ライテル、1930年
- The Gay Diplomat : 主演アイヴァン・レベデフ、1930年
- 『怪僧ラスプーチン』 Rasputin and the Empress : 主演エセル・バリモア / ジョン・バリモア / ライオネル・バリモア、1932年
- 『暁の暴風』 Storm at Daybreak : 主演ケイ・フランシス、1933年
- 『第三の恋』 Beauty for Sale : 主演マッジ・エヴァンス、1933年
- 『大陸非常線』 Fugitive Lovers : 主演ロバート・モンゴメリー、1934年
- 『白衣の騎士』 Men in White : 主演クラーク・ゲーブル / マーナ・ロイ、1934年
- 『ハリウッドパーティー』 Hollywood Party : 1934年
- 『砲煙と薔薇』 Operator 13 : 主演マリオン・デイヴィス / ゲイリー・クーパー、1934年
- 『彩られし女性』 The Painted Veil : 主演グレタ・ガルボ / ハーバート・マーシャル、1934年
- 『殺人魔X』 The Mystery of Mr. X : 監督エドガー・セルウィン - リテイク監督
- 『戦ふ巨象』 Clive of India : 主演ロナルド・コールマン、1935年
- 『噫無情』 Les Misérables : 主演フレドリック・マーチ / チャールズ・ロートン、1935年
- 『メトロポリタン』 Metropolitan : 主演ローレンス・ティベット、1935年
- 『猛獣師の子』 O'Shaughnessy's Boy : 主演ウォーレス・ビアリー、1935年
- 『地獄への挑戦』 Three Godfathers : 主演チェスター・モリス、1936年
- 『沙漠の花園』 The Garden of Allah : 主演マレーネ・ディートリヒ / シャルル・ボワイエ、1936年
- 『花嫁凱旋』 Theodora Goes Wild : 主演アイリーン・ダン、1936年
- 『真珠と未亡人』 The Last of Mrs. Cheyney : 主演ジョーン・クロフォード / ウィリアム・パウエル / ロバート・モンゴメリー、1937年 - 遺作・完成前に死去

## ビブリオグラフィ
- The Way of the Lancer : 1932年 - ロシアでのポーランドのウーランの戦いについての書
- Lances Down : 1932年 [3]
- Acting: The First Six Lessons : 1933年
- New Features In Acting : 1935年

## 関連事項
- ワルシャワの戦い (1920年) （en:Battle of Warsaw (1920)）
- マリア・オースペンスカヤ （en:Maria Ouspenskaya）
- ハロルド・クルーマン （en:Harold Clurman）
- グループ・シアター (ニューヨーク) （en:Group Theatre (New York)）
- カルヴァリー墓地 (イーストロサンゼルス) （en:Calvary Cemetery, East Los Angeles）
- 第5回ヴェネツィア国際映画祭 （en:5th Venice International Film Festival）

## 註
1. 1 2  Ryszard Bolesławski, Find A Grave, 2010年4月13日閲覧。
2. 1 2 3  Richard Boleslawski, Internet Movie Database, 2010年4月13日閲覧。
3. ↑  Lances Down (1932)